# Poison di Dior
Poison di Dior è un profumo creato della casa di moda Dior, commercializzato a partire dal 1985.

## Storia e Varianti
È uno dei profumi di maggior successo della casa di moda Dior nonché il primo a non portare il nome del fondatore. 
Lanciato sul mercato nel 1985, con l'inquietante slogan pubblicitario Il profumo è il veleno del cuore, frase dello scrittore Paul Valéry, Poison ebbe un forte impatto mediatico, anche grazie alla campagna pubblicitaria ispirata alla fiaba La bella e la bestia realizzata da Jean Cocteau, che lo rese una delle fragranze di maggior successo nel mondo soprattutto per via della sua composizione insolita e sensuale (tuberosa ambrata speziata). 
Successivamente si sono susseguite diverse reinterpretazioni della famosa fragranza: seguiranno la dolce eau de toilette Tendre Poison (1994, più verde), il famosissimo Hypnotic Poison (1998, eau de toilette disponibile nella variante Elixir de parfum con spruzzino retrò, Extrait de parfum e dal 2010 anche nella nuova versione realizzata dal naso Dior François Demanchy l'Eau Sensuelle) pubblicizzato nel 2010 dall'attrice italiana Monica Bellucci poi, più di recente, Pure Poison (2004, un'eau de parfum dolce e fiorita) e la sua variante più forte Pure Poison Elixir. 
Nel 2007 è stata lanciata l'ultima reinterpretazione: Midnight Poison, un'eau de parfum forte, audace e sensuale  pubblicizzata dall'attrice e modella francese Eva Green nei panni di una moderna Cenerentola. Dal 2011 al 2013 testimonial di Hypnotic Poison è stata l'attrice francese Mélanie Laurent, pubblicizzato con uno spot diretto da John Cameron Mitchell e ambientato al Louvre.

## Composizione dei profumi Poison
- Poison: coriandolo, pimento, prugna, anice, rosa, tuberosa, garofano, ambra, sandalo, opoponaco, muschio. Categoria: Floreale, Speziato, Fruttato, Ambrato.
- Tendre Poison: galbano, mandarino, legno di rosa, bergamotto, fresia, fiori d'arancio, rosa, tuberosa, sandalo, vaniglia, eliotropo, muschio. Categoria: Floreale.
- Hypnotic Poison: pimento, cocco, albicocca, prugna, tuberosa, gelsomino Sambac, mughetto, rosa, palissandro brasiliano, mandorla amara, sandalo, legno di Jacaranda, muschio, vaniglia. Categoria: Floreale, Fruttato, Ambrato
- Pure Poison: bergamotto di Calabria, gelsomino, arancio dolce, fiore d'arancio, gardenia idroponica, sandalo, ambra, muschio bianco. Categoria: Floreale, Fruttato, Boisé.
- Midnight Poison: bergamotto, mandarino, rosa × damascena, patchouli nero, ambra. Categoria: Floreale, Ambrato, Orientale.

## Flacone
Tutti i flaconi eleganti, bombati e sinuosi delle varianti di Poison ricordano il frutto proibito, la mela di Eva. Nel primo Poison il flacone è di color porpora con tappo trasparente, nel successivo Tendre Poison la colorazione è verde cangiante, in Hypnotic Poison rosso fuoco con tappo nero, in Pure Poison ritroviamo gli abbaglianti colori della perla mentre in Midnight Poison il più "oscuro" fra tutti ritroviamo la classica boccetta in vetro blu oltremare tendente al nero con tappo nero.

## Pubblicità
Negli anni si sono susseguite diverse pubblicità di Poison e le sue varianti: prima fra tutti quella risalente all'anno di uscita del primo profumo (1985) che ricrea la magica atmosfera della fiaba La bella e la bestia. Per Tendre Poison (forse il meno apprezzato in Italia) la maison ha optato per uno spot onirico e verdeggiante, per il famoso Hypnotic Poison si sono susseguiti diversi spot. Una delle ultime campagne pubblicitarie (2010), vede come testimonial l'attrice italiana Monica Bellucci nei panni di una moderna tentatrice che mostra il frutto del suo peccato, ovvero il profumo, che nasce da un fiore che tiene in mano: slogan della fragranza per il 2010 è Dior est mon Poison e Hypnotic Poison. Parfum de séduction. Per Pure Poison troviamo uno spot accattivante con la modella protagonista, emblema della seduzione, che giunge al profumo prima di una pantera nera che se ne scappa al fischio minaccioso della donna: lo slogan per Pure Poison è La nouvelle séduction de Dior. Per Midnight Poison, infine, troviamo la bell'attrice e modella Eva Green nei panni di una Cenerentola "oscura" vestita con un abito della collezione Haute Couture blu notte che corre per le sale dell'Opéra Garnier di Parigi col solo scopo di "raggiungere" la mezzanotte, ovvero la festa in maschera che si tiene nel teatro: slogan per questo profumo è A new Cinderella is born.

## Edizioni
- Poison - eau de toilette
- Poison - eau de parfum (fuori produzione)
- Poison - eau de cologne (fuori produzione)
- Poison - eau de cologne legère (fuori produzione)
- Tendre Poison - eau de toilette (fuori produzione)
- Hypnotic Poison - eau de toilette
- Hypnotic Poison - eau de parfum
- Hypnotic Poison Extrait de Parfum - estratto di profumo
- Hypnotic Poison Eau sensuelle - eau de toilette
- Hypnotic Poison Eau secrete - eau de toilette
- Pure Poison - eau de parfum
- Pure Poison Elixir - eau de parfum intense - (fuori produzione)
- Midnight Poison - eau de parfum (fuori produzione)
- Midnight Poison Elixir de Parfum - eau de parfum intense (fuori produzione)
- Midnight Poison Extrait de Parfum - estratto di profumo (fuori produzione)
- Poison Girl - eau de parfum
- Poison Girl  - eau de toilette
- Poison Girl Unexpected - eau de parfum